# 金子大地
金子大地 （日语：／ Kaneko Daichi，1996年9月26日—），日本男演員，北海道出生。

## 簡歷
2014年參加Amuse經紀公司的藝人徵選，得以出道。
2019年，主演NHK電視劇《腐女無意間跟Gay告白》，初次受到注目，並獲得CONFiDENCE日劇大獎最佳新人獎。
2024年5月10日，宣布於同年4月與前東家AMUSE經紀公司合約期滿並退社。

## 簡介
- 身高179公分，體重60公斤[4]。
- 興趣和特技是篮球。

## 戲劇作品

### 電視劇
- カサネ 第1話（2015年3月3日，東京電視台）- 飾演 室江田健二
- 某天，小鴨巴士（日语：ある日、アヒルバス#テレビドラマ） 第2話（2015年7月12日，NHK BS Premium）
- 閃爍的二次愛戀 第1話（2015年7月20日，富士電視台）- 飾演 足球部的内田
- 24小時電視特備電視劇「媽媽 我沒事」（2015年8月22日，日本電視台）- 飾演 金子真
- 世界奇妙物語25周年記念!秋的2週連續SP 『思い出を売る男』（2015年11月21日，富士電視台）- 飾演 小林的高中生時代
- 少爺（日语：坊つちやん (テレビドラマ)#2016年フジテレビ版）（2016年1月3日，富士電視台）- 飾演 のっぽ
- 臨床犯罪學者 火村英生的推理 第8話（2016年3月6日，日本電視台）- 飾演 英都大學社會學部的學生
- 白天的澡堂酒（日语：昼のセント酒#テレビドラマ）（2016年4月10日 - 6月26日，東京電視台）- 飾演 堀口直人
- 重版出來！（2016年4月12日 - 6月14日，TBS）- 飾演 週刊Vibes的高中生粉絲
- 下北澤die hard 第9話『靈魂離開身體的人』（2017年9月15日，東京電視台）- 飾演 タクヤ[5]
- 明日的約定（2017年10月17日 - 12月19日，關西電視台・富士電視台）- 飾演 長谷部大翔
- 99.9 不可能的翻案 第6話（2018年2月25日，TBS）- 飾演 大西達也
- 要你對我×××！（2018年3月26日 - 4月16日，MBS / 2018年3月28日 - 4月18日，TBS）- 飾演 北見冰雨[6]
- 大叔的愛（2018年4月21日 - 6月2日，朝日電視台）- 飾演 栗林歌麻呂[7]
  - 大叔的愛－Returns－（2024年1月5日 - ，朝日電視台） - 飾演 栗林歌麻呂
- 青と僕（日语：colors (配信ドラマ)）（2018年7月9日 - 8月13日，富士電視台）- 飾演 黑岩
- Legal V～前律師·小鳥遊翔子～ 第5話（2018年11月15日，朝日電視台） - 飾演 中西仁
- 雛鳥2 第1話・第4話（2019年3月25日・28日，NHK綜合） - 飾演 天下井先輩
- 腐女無意間跟Gay告白（2019年4月20日 - 6月8日，NHK） - 飾演 安藤純　※主演
- CHEAT 詐欺師們請注意（2019年10月4日 - 12月5日，日本電視台）- 飾演 加茂悠斗
- 戀愛可以持續到天長地久 第1話・第2話（2020年1月14日・21日，TBS）- 飾演 神田光喜
- Byplayers 3：名配角的森林100日 第4話（2021年1月30日，東京電視台） - 飾演 金子大地（本人）
- ＃家族募集中（2021年7月9日 - 9月24日，TBS）- 飾演 中里隆志
- 僕人大叔（2022年1月7日 - 3月25日，NHK） - 飾演 佐佐木辰馬
- 鎌倉殿的13人（2022年，NHK）- 飾演 源賴家
- 魔法翻新（2022年7月18日 - 9月19日，關西電視台・富士電視台） - 飾演 久保寺彰
- 多龍芝（2022年10月7日 - 12月16日，WOWOW）- 飾演 高岩田頑
- 育休刑警（2023年4月18日 - 6月20日，NHK綜合・NHK BS4K） - 飾演 秋月春風  ※主演
- 犬神家一族（2023年4月22日・29日，NHK BS Premium・NHK BS4K） - 飾演 犬神佐清

### 電影
- 颱風的諾爾達（2015年6月5日，導演：新井陽次郎）飾演 西條健太（聲）[8]
- 64：史上最凶惡綁架撕票事件（2016年5月7日・6月11日，導演：瀨瀨敬久）飾演 少年（歌澄的男朋友）
- Short Shorts Film Festival BOOK短劇『HANA』（2016年6月2日，導演：岡本雄作）飾演 籃球部員[9]
- 人狼ゲーム プリズン・ブレイク（2016年7月2日，導演：綾部真彌）飾演 丸山正敏
- 14の夜（2016年12月24日，導演：足立紳）
- 今天的吉良同學（2017年2月25日，導演：川村泰祐）
- 逆光の頃（2017年7月8日，導演：小林啓一）飾演 小島[10]
- 橋上ブルー（2017年7月9日，導演：山本甲斐）飾演 粕谷龍平[11]
- 愛，不由自主（2017年10月7日，導演：行定勳）飾演 新堂慶[12]
- 探偵はBARにいる3（2017年12月1日，導演：吉田照幸）飾演 源的小弟[13]
- デメキン（2017年12月2日，導演：山口義高）飾演 渡辺
- 要你對我×××！（2018年6月23日，導演：山本透）飾演 北見冰雨
- 家族のはなし（2018年，導演：山本剛義）飾演 柴田[14]
- 大叔之愛電影版（2019年8月23日，導演：瑠東東一郎）飾演 栗林歌麻呂
- 殺不了的他與死不了的她（日语：殺さない彼と死なない彼女）（2019年11月15日，導演：小林啓一）飾演 花美男
- 52赫茲的鯨魚們（2024年3月1日，導演：龍居由佳里）飾演  村中真帆
- 納米比亞沙漠直播中（2024年9月6日，導演：山中瑶子）飾演  ハヤシ

### 網路劇
- FOD原創綜合短劇「スマドラ」第1話《サンタの倒し方》（2016年12月3日，富士電視台）
- C CHANNEL「プレミアムドラマ」《恋って選ぶものですか》（2017年5月1日，C Channel株式会社）飾演 藤川聡太
- 明日の約束 チェインストーリー #4.5（2017年11月17日 - 12月26日，GYAO!）飾演 長谷部大翔
- FOD原創劇「colors」（2018年3月30日 - 4月1日，富士電視台）
- 湘南純愛組！（2020年2月28日，Amazon Prime Video）飾演 弾間龍二  ※主演

## 獎項
- 2019年第16回CONFiDENCE日劇大獎春季最佳新人獎（《腐女無意間跟Gay告白》）
- 第13回TAMA電影獎（日语：TAMA映画賞）最優秀新進男演員獎（《バイプレイヤーズ 〜もしも100人の名脇役が映画を作ったら〜》、《猿楽町で会いましょう》、《サマーフィルムにのって》、《先生、私の隣に座っていただけませんか?》）